# Lauri Kettunen
Lauri Einari Kettunen, född 10 september 1885 i Jorois, död 26 februari 1963 i Helsingfors, var en finländsk språkvetare.
Kettunen avlade filosofie doktorsexamen 1913. Han var 1914–1929 docent i finska språket vid Helsingfors universitet och 1919–1925 professor i östersjöfinska språk i Tartu, 1929–1938 e.o. professor i samma ämne och 1938–1953 ordinarie professor i estniska och med den besläktade språk i Helsingfors.
Kettunens forskning omfattade främst de finska dialekterna och frågor i anslutning till östersjöfinskans uttalshistoria, grammatik och vokabulär. Inom hans vetenskapliga produktion, som innehåller ett rikt polemiskt stoff (bl.a. befogat gentemot E.N. Setälä och dennes stadieväxlingsteori), märks Suomen murteet (3 band, 1939–1940). Han utgav även en memoarsvit i tre delar (1945–1960) och framträdde som skönlitterär författare under pseudonymen Toivo Hovi.